# Anne Finch

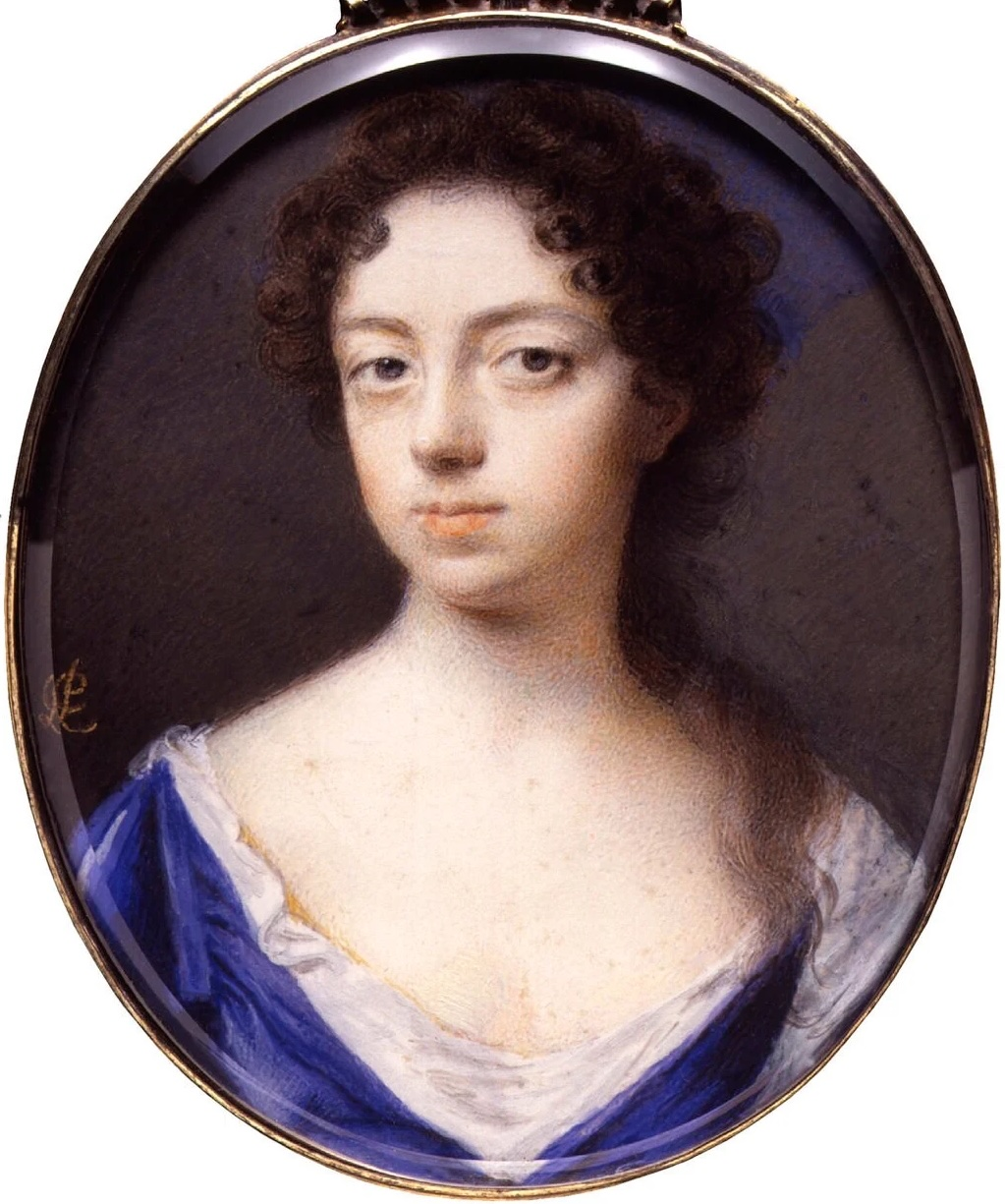
Anne Finch, gravin van Winchilsea

Anne Finch (geboren Kingsmill), Gravin van Winchilsea (Sydmonton, Hampshire, april 1661 - Westminster, Middlesex, 5 augustus 1720) was een Engels dichteres, en een van de eerste vrouwelijke dichters van wie het werk in druk verscheen.
Anne Kingsmill was een dochter uit een welgestelde familie uit Hampshire. In 1683 werd zij hofdame bij Maria d'Este, hertogin van York, de echtgenote van de latere koning
Jacobus II. Daar ontmoette zij de hoveling Heneage Finch, met wie zij trouwde. Haar echtgenoot werd in 1684 de 6e graaf van Winchilsea. Het was een gelukkig huwelijk, getuige enige liefdesgedichten die zij aan hem wijdde.
Haar eerste gedichten verschenen in 1701. Een bundel met de titel Miscellany Poems, met gedichten in verschillende versvormen, verscheen in 1713.
Na haar dood raakte haar werk in de vergetelheid, tot een eeuw later een herwaardering volgde: de befaamde dichter William Wordsworth prees haar natuurpoëzie, met name het gedicht Nocturnal Reverie, in een essay opgenomen in een editie van zijn Lyrical Ballads in 1801.
Invloeden van haar werk zouden volgens critici ook herkenbaar zijn in Alexander Popes 'Essay on Man' en Shelleys 'Epipsychidion'.
Anne Finch overleed in Westminster en werd begraven in haar woonplaats Eastwell in Kent.